# Chinelo Anohu-Amazu
Chinelo Anohu-Amazu là một luật sư, công chức và quản trị viên người Nigeria. Cô là cựu Tổng giám đốc và Giám đốc điều hành của Ủy ban hưu trí quốc gia, (PenCom). Bà là thành viên của Ủy ban cải cách lương hưu năm 2004 giới thiệu chế độ lương hưu đóng góp ở Nigeria.
Cô là thành viên tiên phong của nhóm Tư vấn Châu Phi tại thị trường chứng khoán Luân Đôn. Năm 2004, cô trở thành Cố vấn pháp lý tiên phong cho PenCom ở Nigeria. Vào ngày 14 tháng 12 năm 2014, cô được bổ nhiệm làm Tổng giám đốc của ủy ban. Cô tốt nghiệp Cử nhân Luật tại Đại học Nigeria tại Enugu. Cô cũng có bằng thạc sĩ về Viễn thông và Công nghệ thông tin của Trường Kinh tế Luân Đôn. Cô theo học trường Chính phủ Kennedy của Đại học Harvard, Trường Kinh doanh Luân Đôn, Trường Kinh doanh Tốt nghiệp Đại học Columbia và Trường Kinh doanh Đại học Wharton cho các Chương trình Giáo dục Điều hành khác nhau.

## Lý lịch
Cô đến từ một gia đình có sáu người con. Cha cô là một nhà khoa học, còn mẹ cô là một nhân viên ngân hàng, một nhà giáo dục có bằng tiến sĩ tiếng Anh. Mẹ cô là hình mẫu của cô; trong một cuộc phỏng vấn trên tờ báo Guardian, cô nói: "Chà, tôi là con gái của mẹ tôi. Điều này có nghĩa là tôi tập trung, tham vọng và thúc đẩy. Nhưng nó cũng có nghĩa là tôi thực sự giỏi làm người nội trợ. Mẹ tôi xuất sắc, tuyệt vời, cả trong nhà và ngoài nó. Cô ấy nướng, nấu ăn và tất cả mọi thứ. Cho đến hôm nay cô ấy vẫn làm thức ăn cho cha tôi và cô ấy thích làm điều đó. Tôi đã lớn lên trong một môi trường mà việc chăm sóc ngôi nhà của bạn không phải là vấn đề lớn. Khi còn nhỏ, tôi sẽ trốn đọc một cuốn sách và cha tôi sẽ tìm tôi và nói với tôi, bạn phải học cách nấu ăn, giặt quần áo và giữ nhà vì bạn không cho tôi thấy bất kỳ dấu hiệu nào cho thấy bạn có thể đủ khả năng giúp việc nhà. '".

## Nền tảng giáo dục
Chinelo có bằng Cử nhân luật của Đại học Nigeria, Enugu vào năm 1996. Cô tốt nghiệp trường Luật Nigeria năm 1997. Năm 2000, cô nhận được LL. M về Luật Máy tính và Truyền thông của Trường Kinh tế Luân Đôn. Là một phần trong xu hướng giáo dục của cô ấy; Năm 2008, cô theo học tại trường đại học Columbia. Năm 2007, cô học tại Trường Chính phủ JF Kennedy của Đại học Harvard. Vào năm 2002, cô làm việc tại Wharton Business School, Đại học Pennsylvania cho các chương trình điều hành.

## Nghề nghiệp
Hiện tại (2016), Chinelo là Tổng giám đốc và Giám đốc điều hành của PenCom, một cơ quan có tài sản có giá trị vượt quá N5.bn. Cô là thành viên của Đội Cải cách Hưu trí giới thiệu chế độ lương hưu đóng góp ở Nigeria. Trước khi giữ vị trí DG của ủy ban, cô là Thư ký/Cố vấn pháp lý tiên phong của ủy ban. Cô bị cáo buộc chuyển tiền thuộc về Quản trị viên quỹ hưu trí sang một PFA khác thuộc về gia đình cô. Trong một diễn biến liên quan, Tòa án tối cao liên bang tại Abuja vào ngày 11 tháng 8 năm 2016, đã ngăn cản cô ấy thực hiện hành động này. Cô là thành viên của nhóm tư vấn châu Phi tại sàn giao dịch chứng khoán Luân Đôn.